# Таллінська вулиця (Київ)
Та́ллінська (Та́лінська) ву́лиця — зникла вулиця, що існувала в Залізничному, нині Солом'янському районі міста Києва, місцевість Олександрівська слобідка. Пролягала від Семенівської до Городньої вулиці.

## Історія
В 1955 року вулиця була виокремлена як колишня частина Клінічного провулку. У 1977 році була ліквідована.
Однак можна говорити, що весь той час вулиця існувала лише номінально — ані забудови, ані скоріш за все, навіть повноцінного вуличного проїзду там ніколи не існувало, що підтверджують карти 1947 та 1959 років.